# Cuscuta parviflora
Cuscuta parviflora är en vindeväxtart som beskrevs av Georg George Engelmann. Cuscuta parviflora ingår i släktet snärjor, och familjen vindeväxter. Utöver nominatformen finns också underarten C. p. elongata.